# Cédric Klapisch
Cédric Klapisch (Neuilly-sur-Seine, 1961. szeptember 4. –) César-díjas francia filmrendező. Nevéhez kötődnek a Lakótársat keresünk (L' auberge espagnole), Még mindig lakótársat keresünk (Les poupées russes), és a Paris című nagy sikerű filmek.

## Élete, pályafutása
Klapisch zsidó családból származik, a második világháború  ideje alatt anyai nagyszüleit Auschwitzba deportálták. Filmezést a Université de Paris III (Sorbonne Nouvelle), és a University of Paris VIII egyetemeken tanult, majd 1983-1985 között a New York University filmes iskoláját látogatta. Az 1980-as években kezdett el rövidfilmeket forgatni, melyeknek rendezője és forgatókönyvírója is volt, miközben a francia televíziónak természetvédelmi dokumentumfilmeket rendezett. 1992-ben forgatta első játékfilmét, a Semmiségek (Riens du tout, 1992)-et. Sokszor dolgozik együtt Romain Duris-val, akit jelenleg az egyik legígéretesebb francia színésznek tartanak.

## Filmográfia
- 2013 Már megint lakótársat keresünk (Casse-tête chinois) forgatókönyvíró, producer is
- 2011 Ma part du gâteau
- 2009 Aurélie Dupont, avagy a kegyelem pillanatai (Aurélie Dupont- Instants of Grace) forgatókönyvíró, operatőr is
- 2008 Paris (Paris) … forgatókönyvíró is
- 2005 Még mindig lakótársat keresünk (Les poupées russes) forgatókönyvíró is
- 2003 Se ördög, se angyal (Ni pour, ni contre (bien au contraire) … forgatókönyvíró és színész (újságíró) is
- 2002 Lakótársat keresünk (L'auberge espagnole) … forgatókönyvíró és színész (Le prof stressé) is
- 1999 Talán (Peut-être) forgatókönyvíró is
- 1996 Családi ünnep (Un air de famille) forgatókönyvíró is
- 1996 Chaun cherche son chat ... forgatókönyvíró is
- 1995 Lumiére és társai (Lumière et compagnie)
- 1994 Az a régi kábulat (Le péril jeune) színész, forgatókönyvíró is
- 1992 Semmiségek (Riens du tout) forgatókönyvíró is
- 1986 In Transit ... forgatókönyvíró is